# بومه اند مرسیه
بومه اند مرسیه (انگلیسی: Baume et Mercier) شرکت کالای لوکس سوئیسی است، که در سال ۱۸۳۰ تأسیس شد.